# Three-Shot-Sensor
Ein Three-Shot-Sensor in einer Digitalkamera nimmt die drei Grundfarben eines Bildes, Rot, Grün und Blau, mittels entsprechender Filter zeitlich nacheinander auf und ist daher nur für unbewegte Objekte geeignet. 
Nachdem durch jeden Filter eine Aufnahme erstellt wurde, werden die Rohdaten zum fertigen Bild verrechnet.
Durch diese Technik wird das bei den meisten One-Shot-Sensoren nötige fehlerbehaftete Demosaicing (Interpolation) vermieden, was eine höhere Farbgenauigkeit ermöglicht.
Bei manchen professionellen digitalen Studio- und Spiegelreflexkameras wird das Licht in die drei Grundfarben zerlegt und auf drei unterschiedliche Sensoren geleitet. Dadurch sind solche Kameras auch für bewegte Objekte geeignet.